# Merensky Reef

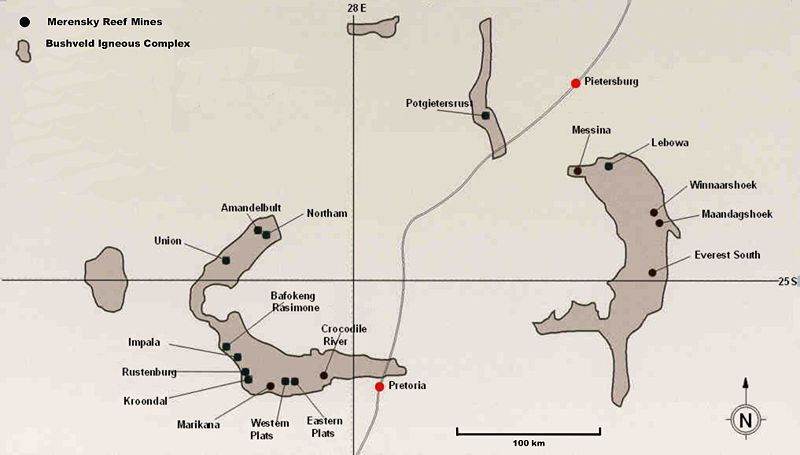
Bergwerke im Merensky Reef

Das Merensky Reef ist eine 1 bis 3 Meter mächtige Lage aus magmatischem Gestein, einem Plagioklas-Pyroxenit, im Bushveld-Komplex in Transvaal. Zusammen mit einem weiteren, 20 bis 330 Meter darunter liegenden Horizont, der 15 bis 250 cm mächtigen UG2-Chromitit-Lage (UG2 = Upper Group 2) sowie dem bei Potgietersrus abgebauten Platreef befinden sich hier die größten bekannten Vorräte der Platingruppenmetalle (PGMs), wie Platin, Palladium, Rhodium, Iridium und Osmium. Der Gehalt an PGM schwankt zwischen 4,0 und 10,6 g/t im Gestein.
Die UG2-Lage, deren Zusammensetzung über den ganzen Bushveld-Komplex hinweg relativ konstant ist, ist reich an Bronzit und Chromit. Es mangelt ihr aber an den Gold-, Kupfer- und Nickel-Nebenprodukten des Merensky-Reefs, wohingegen ihre PGM-Reserven annähernd doppelt so hoch sein dürften. Seltene Minerale dieser Metalle, wie Braggit, Laurit, Sperrylith, Stibiopalladinit und Cooperit treten dabei auf.
Die Chromititbänke entstehen häufig in großen, von mafischen Aggregationen durchzogenen Intrusionen. Eine gängige Theorie besagt, dass Chromitite eine Folge der Einleitung und des Mischvorgangs von einfachem Magma mit differenziertem Magma sind. Es kommt zu einer Übersättigung von Chromit im Gemisch und in der Folge zur Entstehung einer nahezu monomineralischen Schicht auf dem Boden der Magmakammer.
Platinführende Horizonte im Bushveld-Komplex wurden 1924 von Hans Merensky im Distrikt von Lydenburg entdeckt, der sie bei seinen Forschungen bis 1930 einige hundert Kilometer lang verfolgte. Ein umfangreicher Bergbau am Reef wurde nicht betrieben, bis in den 1950er Jahren ein plötzlicher Anstieg des Bedarfs an Platingruppenmetallen entstand, die in katalytischen Prozessen Verwendung finden. Hierdurch wurde der kommerzielle Abbau wirtschaftlich. Erst nach bedeutenden metallurgischen Fortschritten in den 1970er Jahren war es möglich, auch die UG2-Chromitite wirtschaftlich vertretbar zu verhütten.
An der Gewinnung der Platinmetalle aus dem Merensky Reef sind mehrere Firmen beteiligt. Zu ihnen zählen die Anglo American Platinum Corporation Ltd. (früher Rustenburg Platinum Holdings Ltd.), Impala Platinum, Lonmin Platinum (einschließlich Western Platinum) und Northam Platinum. Die Royal Bafokeng Nation erstritt gerichtlich einen Anteil am Förderzins, was sie zum reichsten Stamm Afrikas machte. Die Platinvorräte werden voraussichtlich bis 2040 erschöpft sein.